# Willy Rampf
Willi Rampf (* 20. června 1953 v Maria Thalheim) je technický ředitel týmu formule 1, BMW Sauber.
Willi Rampf studoval na odborné vysoké škole v Mnichově, obor inženýrství dopravních vozidel a od roku 1979 byl zaměstnaný u BMW v Mnichově jako inženýr ve vývojovém oddělení. V letech 1989 - 1993 pracoval pro BMW v Jižní Africe, kde se také poprvé setkal s formulí 1. Před tím se Willy zajímal pouze o motorkářské sporty.
Peter Sauber v roce 1993 v Kyalami v Jihoafrické republice debutoval se svým vlastním týmem formule 1. Na tento závod byl pozván taky Willy Rampf, který po půl roce s Peterem Sauberem podepsal smlouvu jako závodní inženýr.
Willy Rampf vykonával tři roky závodního inženýra Heinz-Haraldu Frentzenovi a v sezóně 1997 pro závodníky Nikolu Lariniho, Norberta Fontaniho a Gianniho Morbidelliho. Po čtyřech letech ve formuli 1 se rozhodl vrátit zpět k BMW.
V Mnichově vedl projekt motorkářský projekt BMW pro rally Paříž-Dakar, kde byl taktéž úspěšný: Pilot BMW Richard Sainct vyhrál pouštní rally suverénním způsobem. Koncem roku 1999 nastartoval Willy Rampf svou druhou kariéru v u Sauberu (Sauber-Petronas), kde od 1. dubna 2000 zastává funkci technického ředitele a má na starosti koncepci závodního vozu, konstrukci, vývoj a nasazování vozu na závodech.